# Lavdara
Lavdara (auch Vela Lavdara, zur Unterscheidung von Mala Lavdara) ist eine kroatische Insel. Der Name leitet sich vom lateinischen Wort Lapidarium (lapis = Stein) her. Der Kalkstein der Insel wurde schon in der Antike abgebaut, im Mittelalter wurde er zum Bau von Teilen der Altstadt von Zadar genutzt.
Lavdara ist etwa 3,7 km lang und hat eine mittlere Breite von 600 m, die Fläche beträgt in etwa 2,27 Quadratkilometer, die Küstenlänge 9,2 km. Die Insel liegt am südöstlichen Ende der Insel Dugi Otok östlich von Sali. Sie ist von einer Reihe kleinerer Inseln (Rava, Tukošćak, Mrtonjak, Mala Lavdara, Glavoć, Žut) umgeben und ist nicht durchgehend bewohnt.
Die Insel ist ein Bergrücken mit drei Gipfeln: Zmorašnji Mali Vrh (67 m), Južni Mali Vrh (66 m) und als höchster der Veli Vrh (87 m). Auf der Insel befindet sich die 25 bis 30 m tiefe Höhle Vela Jama (große Höhle), die 1975 wiederentdeckt wurde; in der Vergangenheit wurde die Höhle von Schäfern als Zufluchtsort benutzt.
Bis zum Zweiten Weltkrieg wurde auf Lavdara Viehzucht, Obst- und Weinbau betrieben, wovon ein verlassenes Bauerngut zeugt. Heute gibt es auf der Insel etwa 20 Ferienhäuser, die zum Teil touristisch genutzt werden.